# Noturus insignis
Noturus insignis är en fiskart som först beskrevs av John Richardson, 1836.  Noturus insignis ingår i släktet Noturus och familjen Ictaluridae. Inga underarter finns listade i Catalogue of Life.